# Gokul
Gokul là một thị xã và là một nagar panchayat của quận Mathura thuộc bang Uttar Pradesh, Ấn Độ.

## Địa lý
Gokul có vị trí 27°27′B 77°43′Đ / 27,45°B 77,72°Đ Nó có độ cao trung bình là 163 mét (534 feet).

## Nhân khẩu
Theo điều tra dân số năm 2001 của Ấn Độ, Gokul có dân số 4041 người. Phái nam chiếm 55% tổng số dân và phái nữ chiếm 45%. Gokul có tỷ lệ 60% biết đọc biết viết, cao hơn tỷ lệ trung bình toàn quốc là 59,5%: tỷ lệ cho phái nam là 68%, và tỷ lệ cho phái nữ là 49%. Tại Gokul, 18% dân số nhỏ hơn 6 tuổi.